# Katholieke Kerk in Ierland

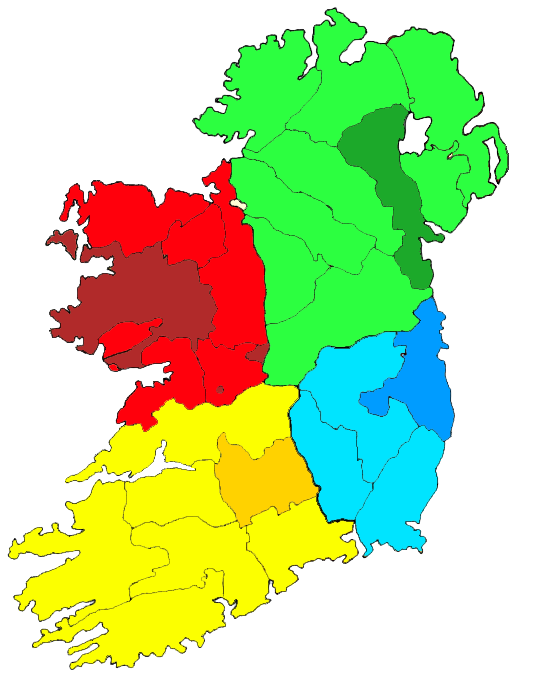
De Ierse kerkprovincies: Armagh (groen), Cashel (geel), Dublin (blauw) en Tuam (rood)

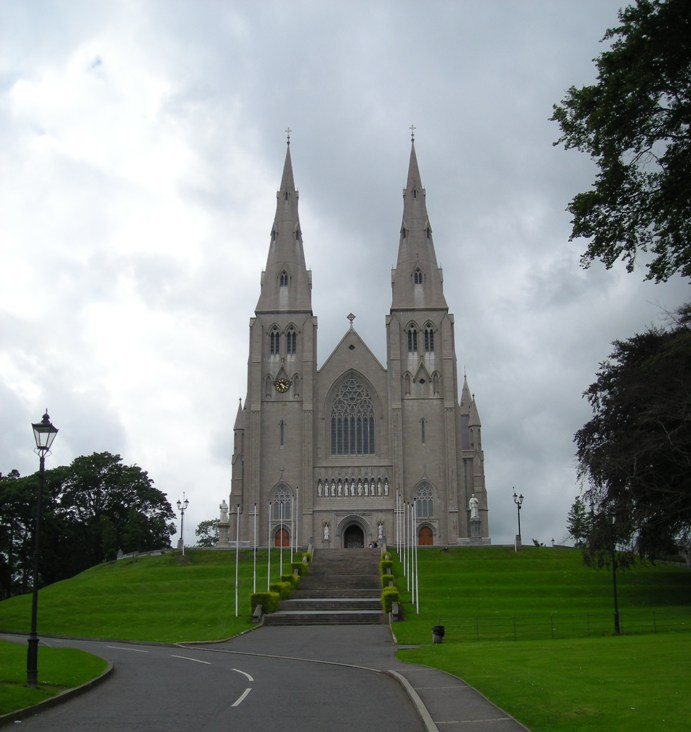
St. Patricks Kathedraal in Armagh. Zetel van de primaat van Ierland.

De Katholieke Kerk in Ierland maakt deel uit van de wereldwijde Katholieke Kerk. Godsdienst speelt in Ierland een belangrijke rol. Dit komt vooral tot uiting in de sociaal-politieke sfeer. Het verschil in godsdienst was de voornaamste oorzaak van de tweedeling van het eiland Ierland in de overwegend katholieke Republiek Ierland en het overwegend protestantse Ulster. Ongeveer 92% van de bevolking van de Republiek behoort tot de Katholieke Kerk. In december 1972 werd bij referendum de grondwettelijk bepaalde speciale positie van de Katholieke Kerk afgeschaft.

## Territoriale indeling
De Katholieke Kerk, waarvoor net als voor de protestanten de tweedeling van het eiland in twee politiek onafhankelijke delen zonder betekenis is, heeft in de Republiek en Noord-Ierland 4 kerkprovincies, verdeeld over 4 aartsbisdommen en 23 bisdommen.
1. Kerkprovincie Armagh:
  1. Aartsbisdom Armagh
  2. Bisdom Ardagh en Clonmacnoise
  3. Bisdom Clogher
  4. Bisdom Derry
  5. Bisdom Down and Connor
  6. Bisdom Dromore
  7. Bisdom Kilmore
  8. Bisdom Meath
  9. Bisdom Raphoe
2. Kerkprovincie Cashel en Emly:
  1. Aartsbisdom Cashel en Emly
  2. Bisdom Cloyne
  3. Bisdom Cork en Ross
  4. Bisdom Kerry
  5. Bisdom Killaloe
  6. Bisdom Limerick
  7. Bisdom Waterford en Lismore
3. Kerkprovincie Dublin:
  1. Aartsbisdom Dublin
  2. Bisdom Ferns
  3. Bisdom Kildare en Leighlin
  4. Bisdom Ossory
4. Kerkprovincie Tuam:
  1. Aartsbisdom Tuam
  2. Bisdom Achonry
  3. Bisdom Clonfert
  4. Bisdom Elphin
  5. Bisdom Galway, Kilmacduagh en Kilfenora
  6. Bisdom Killala

De apostolisch nuntius voor Ierland is sinds 25 februari 2023 aartsbisschop Luis Mariano Montemayor.

## Verdwenen bisdommen
De indeling van Ierland in territoriale bisdommen gaat terug tot de synode van Ráth Breasail in 1110 en de synode van Kells in 1152. Voor 1110 kende de Kerk in Ierland al wel bisschoppen, maar nog geen  bisdommen in de traditionele betekenis.De bisschop was veelal tevens abt van een klooster. Een duidelijke afbakening ontbrak.
De beide synodes in de 12e eeuw gaven Ierland niet alleen bisdommen, het waren tevens doorslaggevende gebeurtenissen in de overgang van de Keltische kerk naar de kerk van Rome.
In Ráth Breasail werd Ierland verdeeld in twee provincies: Armagh en Cashel die beiden onderverdeeld werden in 12 bisdommen. Dublin viel buiten deze verdeling. De kerk daar zag zich als deel van de kerk in Engeland. 
In Kells werden er twee extra provincies, Dublin en Tuam opgericht. Het aantal bisdommen werd uitgebreid tot 38, waarvan een aantal bisdommen slechts kort hebben bestaan. Armagh werd aangewezen als zetel van de primaat van Ierland.
| Armagh - Ardagh - Armagh - Clonard - Connor - Dar Luis - Down - Duleek - Kells - Louth - Maghera - Raphoe | Tuam - Achonry - Clonfert - Killala - Kilmacduagh - Mayo - Roscommon - Tuam - Annaghdown | Cashel - Ardfert - Cashel - Cloyne - Cork - Emly - Kilfenora - Killaloe - Limerick - Lismore - Roscrea - Ross - Scattery Island - Waterford | Dublin - Dublin - Ferns - Glendalough - Kildare - Kilkkenny - Leighlin |